# Alejandro Julián Sergi Galante
Alejandro Julián Sergi Galante (Haedo, 5 de outubro de 1971) é um cantor e compositor argentino. Também é conhecido como "Ale Sergi". É conhecido por ser o cantor do grupo de pop Miranda!. Além de ocupar o cargo de vocalista no grupo, também cumpre a função de programador e guitarrista ocasional. Apesar de receber muitas críticas acerca de seu estilo ambiguamente sexual, é considerado por músicos e outros artistas do meio como um dos cantores argentinos mais brilhantes dos últimos anos. Dita opinião se deve ao carisma que este tem com seu público, além de possuir uma voz muito refinado como para tratar-se de uma voz masculina, sendo este último algo muito difícil de encontrar na música argentina.

## Biografia

### Infância e adolescência
Alejandro Sergi nasceu no dia 5 de outubro de 1971 na Localidade de Haedo, pertencente à Província de Buenos Aires, Argentina. Desde muito jovem começou a demostrar uma grande predisposição para a cultura musical, a tal ponto que seus pais lhe deram sua primeira guitarra quando ele ainda cursava o jardim da infância. Nesta etapa de sua vida, tinha um comportamento bastante revoltoso, já que incomodava a maioria de seus colegas de pré-escolar. No entanto, no ensino fundamental mudou radicalmente sua conduta, sendo querido por todos os alunos, e eleito várias vezes como "Melhor Companheiro". Apesar de ser muito bom estudante, odiava ter que ir ao colegio, mas ficou muito feliz ao terminar seus estudos primários. No ensino médio aconteceram coisas que foram decisivas para determinar sua personalidade: Sua primeira experiência e decepção amorosa. Ele havia se apaixonado por uma garota companheira de seu curso, que ficaram namorados. No entanto, a relação durou pouco, já que sua namorada o abandonou pelo seu melhor amigo. Uma vez terminado o secundário, começou a buscar trabalho para suprir os gastos que uma vida de juventude desenfreada lhe ocasionava. Assim foi como começou sua vida profissional, em uma empresa de biscoitos. Cansado disso, Alejandro terminou renunciando, e decidiu buscar uma ocupação mais focada no âmbito artístico. Foi assim que conseguiu um trabalho como encarregado do som do conjunto tributo a The Beatles, The Beats. Seu trabalho com esta banda foi tão bom, que posterior a esse conseguiu trabalhos em sua mesma função numa empresa de eventos artísticos, além de participar de festas eletrônicas em várias discotecas.